# Histoire de Saintes

Les armoiries de la ville de Saintes se blasonnent ainsi :
De gueules, à un pont de trois arches, surmonté de trois tours couvertes et girouettées, mouvant du 1er, ayant au 2e un portail, accompagné de deux tours crénelées, couvertes et girouettées, le tout d'argent, sur une onde de même ; au chef cousu d'azur, chargé de trois fleurs de lis d'or.
Supports : un chevalier armé et un vendangeur.
Devise : A ultre ne veulx.

Cet article présente les faits marquants de l'histoire de Saintes, une ville du centre-ouest de la France.

## Préhistoire
Les premières traces humaines relevées sur le territoire de la commune de Saintes datent du paléolithique. Le site le plus important datant de cette époque est le gisement de Diconche, au sud de la ville, occupé entre le IIIe et le IIe millénaire av. J.-C.. Au fil du temps, la région est habitée par le peuple gaulois des Santons qui a donné son nom à la Saintonge et à la ville de Saintes, qui s'est vraisemblablement constituée aux alentours du milieu du Ier siècle av. J.-C.

## Antiquité

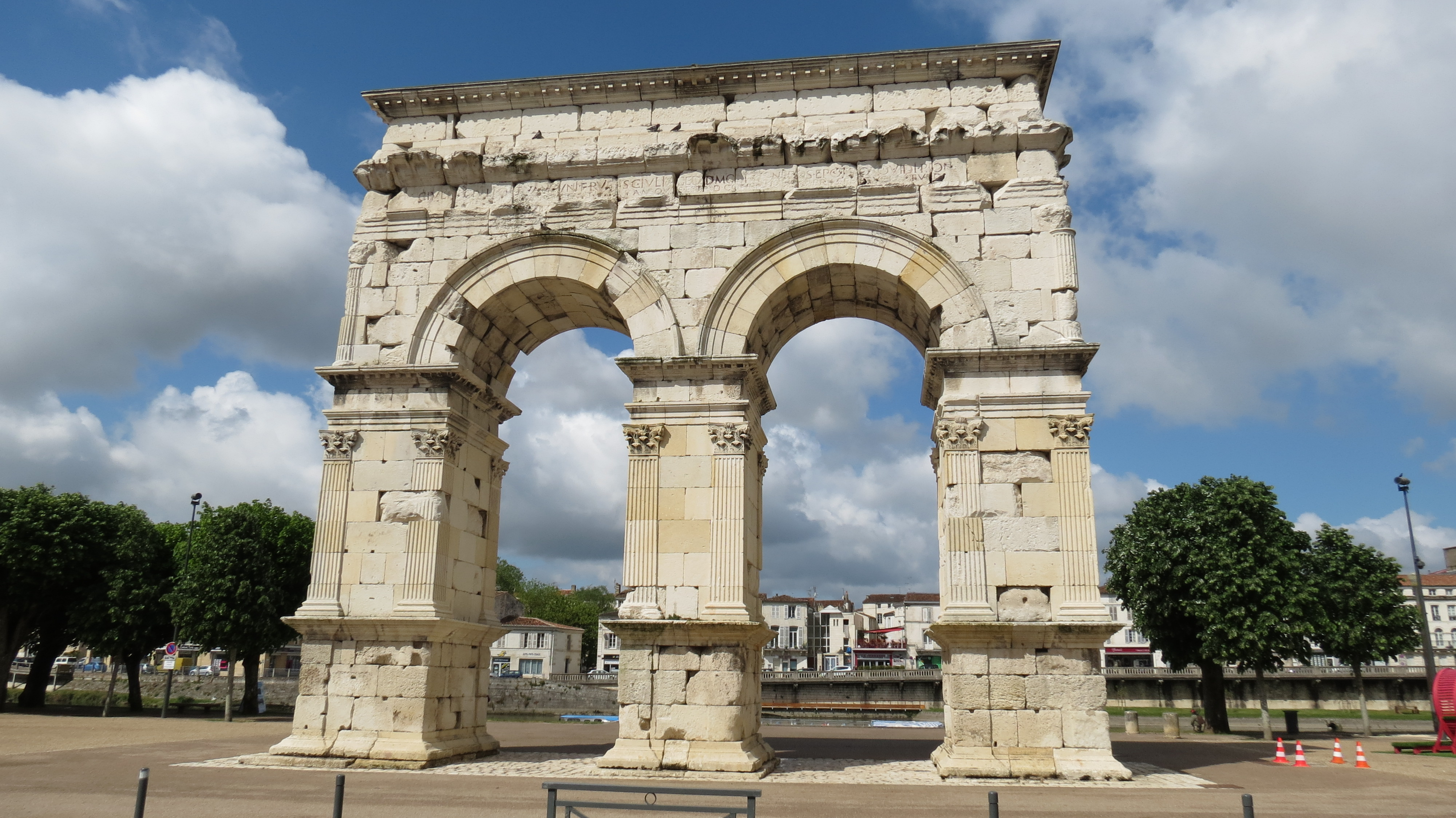
L'Arc de Germanicus (19 apr. J.-C.), sur la rive droite de la Charente, vestige de l'antique Mediolanum Santonum.

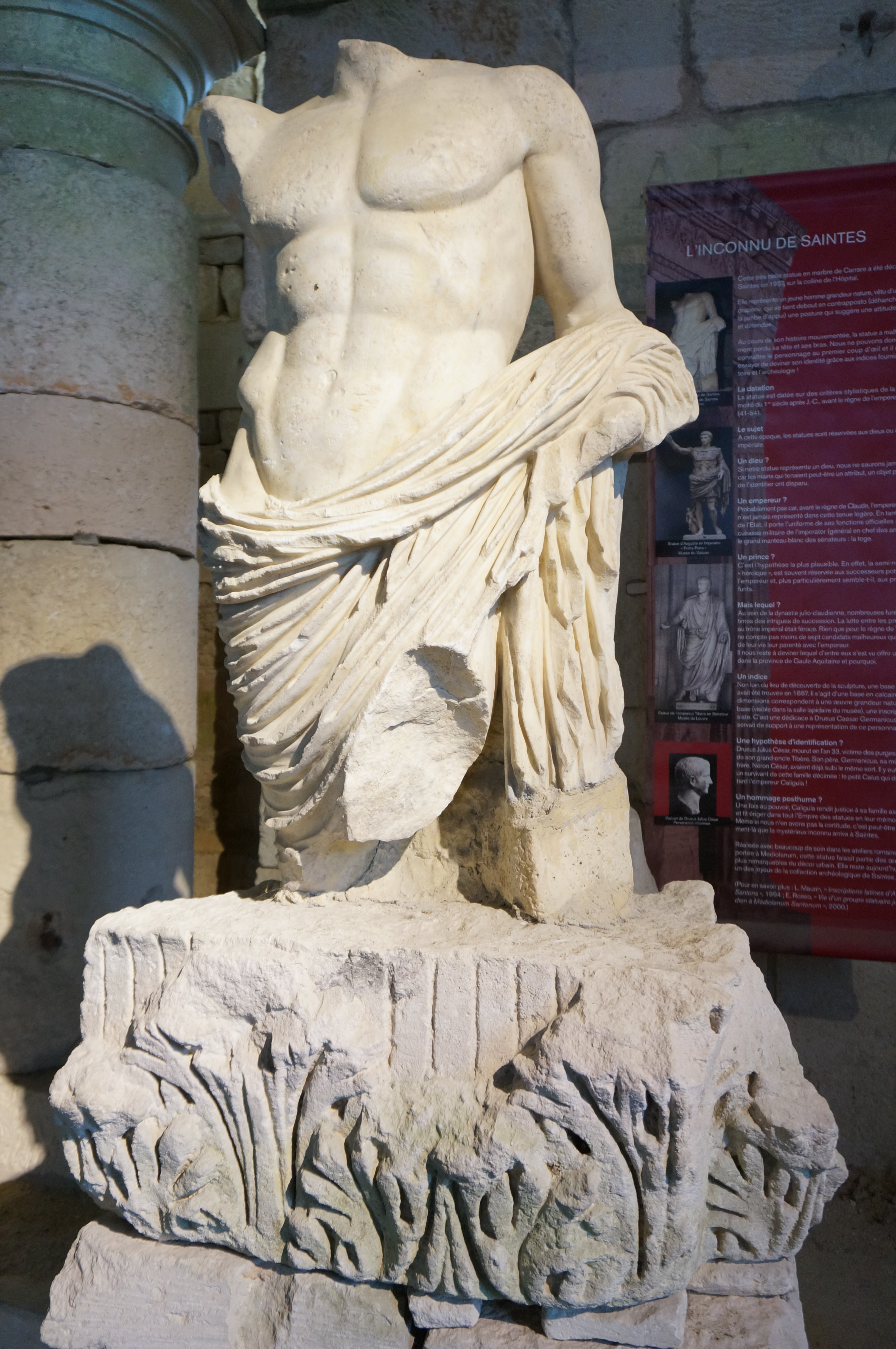
L'inconnu de Saintes sculpture romaine au musée d'archéologie.

### Mediolanum Santonum, capitale de la Gaule aquitaine
Ce sont les Romains qui la développent sous le nom de Mediolanum Santonum (Ville au milieu de la plaine des Santons) dès le règne d'Auguste. Située à une des extrémités de la Via Agrippa, qui la relie à Lugdunum (Lyon), la ville joue très tôt un rôle considérable puisqu'elle devient à la fin du Ier siècle av. J.-C. la capitale de la civitas santonum (la cité des Santons, subdivision administrative romaine) et de la province de Gaule aquitaine, la plus grande province romaine de Gaule.
Saintes est dotée de monuments en pierre, parmi lesquels :
- un amphithéâtre datant du règne de Claude,
- un arc votif dédié à l'empereur Tibère, à Drusus et à Germanicus, lequel est placé à l'entrée du pont antique sur la Charente,
- de thermes et
- de deux aqueducs.

Le forum hypothétique serait situé près de l'actuel couvent de la Providence.
La ville entretient des relations commerciales importantes avec l'Italie : des amphores vinaires et des vases de conception ou d'inspiration campanienne ont été retrouvés.
On recense un grand nombre d'ateliers de potiers, ainsi que des ateliers de verriers. Sous Tibère, des travaux d'urbanisme font adopter un réseau orthogonal à la voirie de la ville. Lors de son âge d'or, entre la fin du Ier siècle av. J.-C. et le début du IIe siècle, on estime que la ville compte plus de 15 000 habitants et qu'elle s'étend sur une centaine d'hectares.

### Déclin de la cité auxIIeetIIIesiècles
Outre la Via Agrippa vers Lyon, la ville gallo-romaine est reliée par des voies romaines à Bordeaux, à Poitiers et à Périgueux (via le chemin Boisné). Elle possède également un port, le Portus Santonum, décrit par Ptolémée, mais disparu ; ce port pourrait être situé sur le site gallo-romain de Barzan, dont le nom pourrait être Novioregum, ville également disparue et décrite dans l'Itinéraire d'Antonin.
La ville décline cependant rapidement : elle perd son rang de capitale de l'Aquitaine au profit soit peut-être de Poitiers au IIe siècle, soit de Bordeaux au IIIe siècle.

### Christianisation de la ville auIIIesiècle
Selon la tradition, la ville aurait été christianisée très tôt par saint Eutrope, évêque et martyr, mais les recherches montrent que l'arrivée du christianisme date plutôt des IIIe et IVe siècles. Le déclin est toutefois relatif, notamment au niveau de la vie intellectuelle : le poète bordelais Ausone possède une villa près de la cité, où professe son ami l'orateur Axius Paulus.

## De Clovis à l’édit de Nantes

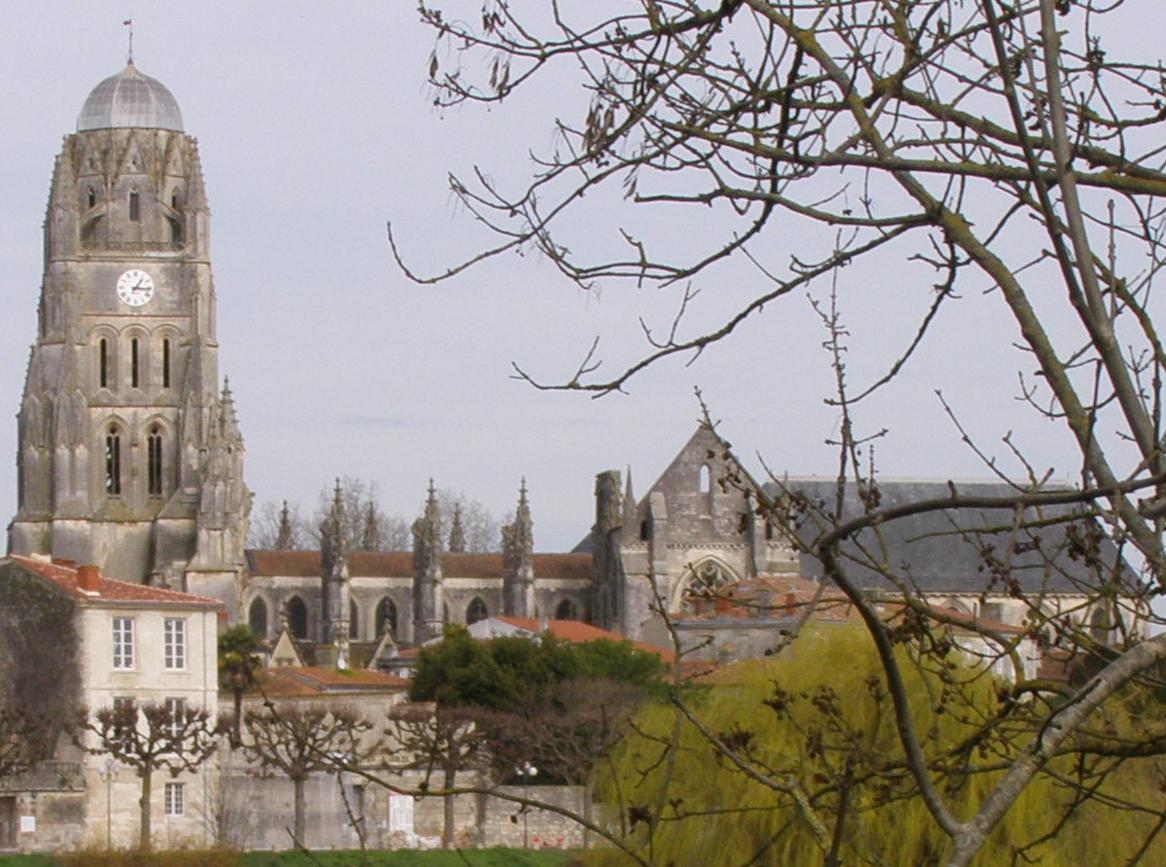
La cathédrale Saint-Pierre de Saintes.

Saintes sur la Via Turonensis.

Les guerres et invasions successives provoquent un recul drastique de la ville : la superficie enclose par l’enceinte du Bas-Empire n’est que de 18 ha. Saintes durant le Haut Moyen Âge est peu connue. Des évêques comme Vivien, Trojan et Pallais (tous canonisés par l'Église catholique ultérieurement) semblent avoir eu une emprise importante sur les affaires de la cité.
Vers 494-96, Clovis mène une expédition jusqu’à Saintes, alors dans le domaine des Wisigoths. La ville est franque après Vouillé (507), avant d'être rattachée à un éphémère royaume aquitain. En 732, la ville est incendiée par le général Abd al-Rahman, chef des armées musulmanes, dont la chevauchée n'est interrompue que par les armées de Charles Martel. Quelques années plus tard, en 778, Saintes est intégrée à un nouveau royaume d'Aquitaine créé par Charlemagne au profit de son fils Louis le Pieux.
En 844 la ville est attaquée par les Vikings. Elle est prise et ravagée une première fois l’année suivante, puis de nouveau en 848 par le chef viking Hasting. C'est une période noire : la ville n'a plus d’évêque entre 864 et 989 ; de plus, son dernier comte, Landri, est tué en 866 et n’est pas remplacé : sa mort affaiblit considérablement l'importance politique de Saintes. Les envahisseurs installent une base à Taillebourg qui leur permet de razzier tout le pays environnant.
Le tombeau de Saint-Eutrope devient au XIe siècle une étape du Pèlerinage de Saint-Jacques-de-Compostelle. Dans la seconde moitié du XIe siècle, le comte-duc Guillaume VIII de Poitiers concède des franchises au bourg de Saint-Vivien, et son fils Guillaume le Troubadour fait de même pour le bourg Saint-Eutrope (abandon des droits seigneuriaux et du droit de service armé). Au XIIe siècle, le poète Pierre de Saintes acquiert une certaine renommée ; il fait l'éloge dans un de ses textes de la cité. Saintes est coupée en deux à partir de 1271 : la rive gauche est dévolue au roi d'Angleterre, et le faubourg Saint-Pallais aux Français. La partition dure jusqu'en 1360 lorsque les Anglais ont la mainmise sur toute la ville.
En 1360, par le traité de Brétigny, la ville, comme toute la Saintonge septentrionale, repasse aux mains des Anglais. Du 11 au 14 octobre 1361, Jean Chandos, lieutenant du roi Édouard III d'Angleterre et connétable d'Aquitaine, chargé d'appliquer le traité de Brétigny dans la région, prend possession de la ville. Les « consuls » lui en remettent les clefs, ainsi que celle du pont. Jean Chandos les remet à Jehan de Boursy qui est nommé gouverneur. Puis Jean Chandos reçoit les serments de fidélité au roi d'Angleterre des principales personnalités de la ville.
En 1372, Du Guesclin reprend toutefois la ville qui redevient intégralement française en 1404. Le XVe siècle est une période de calme relatif durant laquelle plusieurs chantiers importants ont lieu : la cathédrale Saint-Pierre est reconstruite, Louis XI donne à la ville le statut municipal et permet l'édification d'un nouveau clocher à Saint-Eutrope en 1472.
La révolte des pitauds éclate en 1548 : en 1541, la gabelle est imposée à la Saintonge et à l’Angoumois. Ces provinces ne payaient cet impôt sur le sel. La jacquerie éclate près d’Angoulême, et se propage rapidement. Saintes est prise par les révoltés pendant l’été

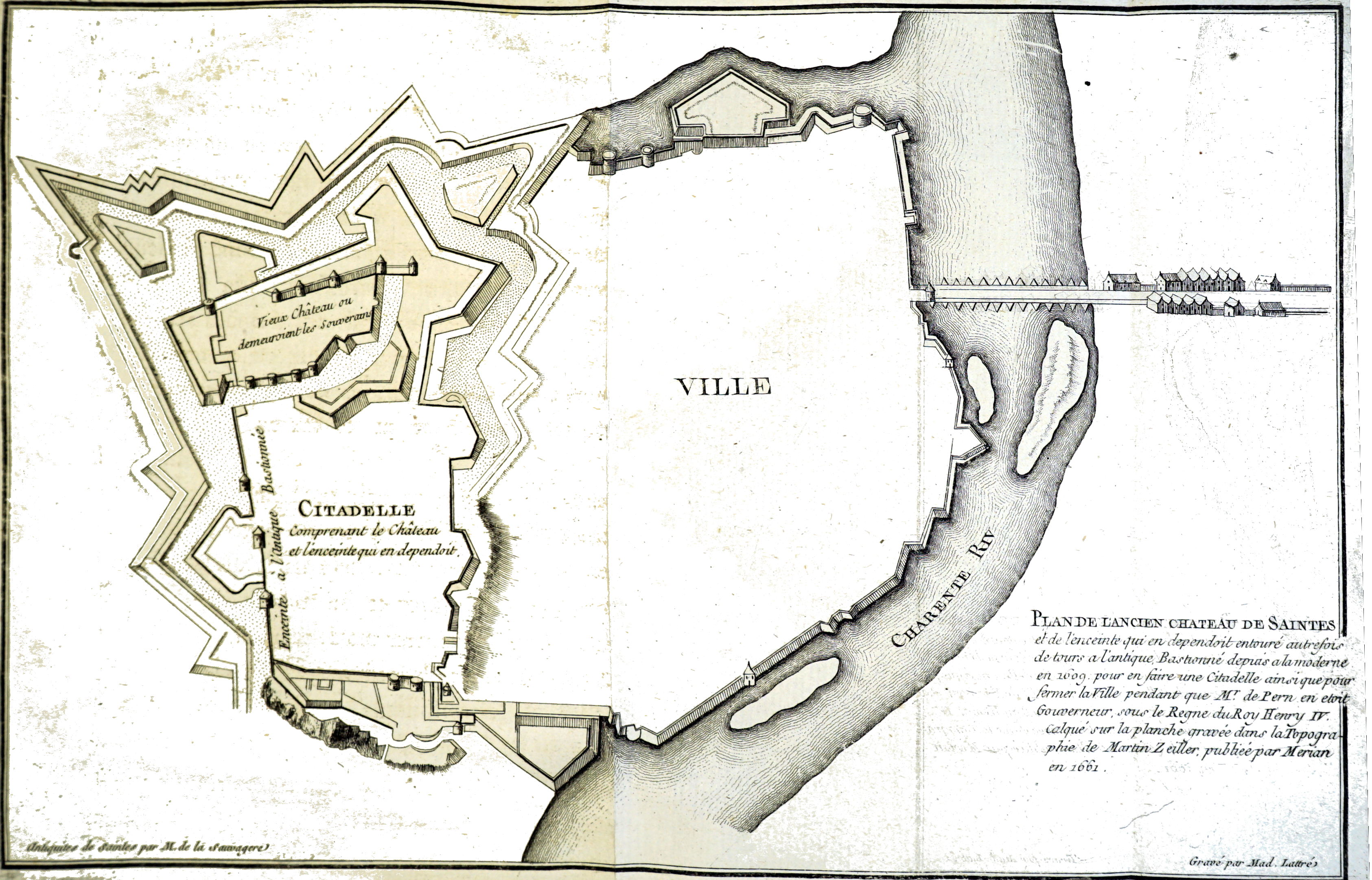
La ville fortifiée.

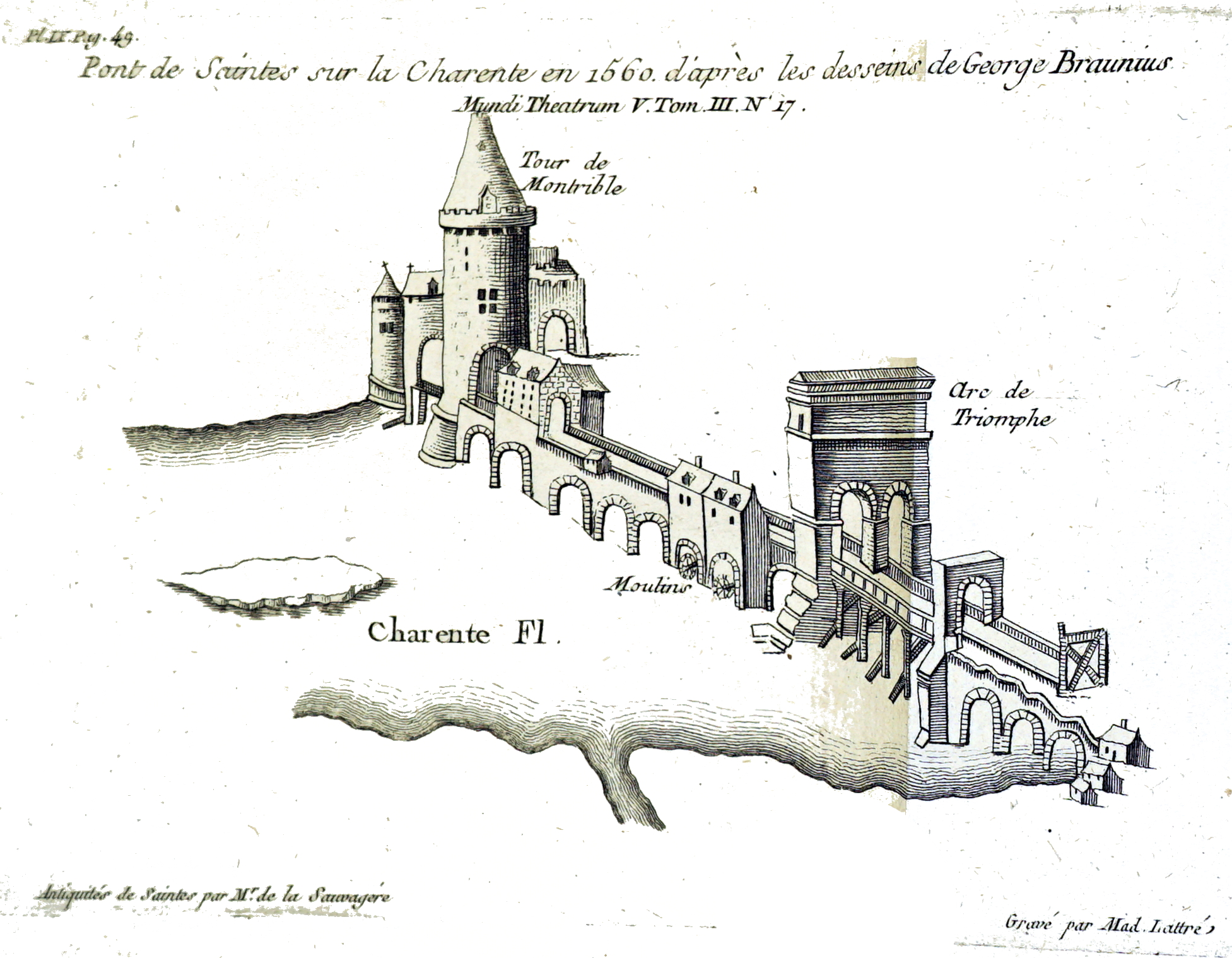
Porte Montrible vers la Charente en 1560.

Les guerres de religion frappent Saintes à la fin du siècle du fait de la présence de nombreux protestants dans la région. Le succès de la Réforme à Saintes est facilité par les carences et les abus du clergé local, critiquées par le Parlement de Bordeaux. C'est ce même parlement qui organise la répression contre les protestants dès 1546. Bernard Palissy, l'un d'entre eux, a vécu durant cette époque difficile, lors de laquelle les bâtiments religieux sont soit endommagés — en particulier la cathédrale, alors toujours en chantier — soit démolis pour renforcer les remparts — c'est le cas du couvent des Cordeliers. La situation géographique de la ville, située à la limite de la zone d'influence protestante de La Rochelle et de celle du bastion catholique qu'est Bordeaux, fait que Saintes ne peut échapper aux conflits. En mai 1562 les huguenots saccagent plusieurs églises, mais les déprédations demeurent relativement limitées. Saintes est reconquise par les catholiques en octobre ; elle redevient protestante au cours de la troisième guerre avant de repasser aux mains du roi en octobre 1579. Les dégâts sont considérables, surtout pour les récoltes qui sont ruinées. Si la ville ne subit plus directement de combats jusqu'en 1598, sa situation est préoccupante, puisqu'elle sort ruinée des conflits. Et, si, après la signature de l’édit de Nantes, une nouvelle période de paix s'instaure, la ville ne croît pas en importance dans les domaines économique et administratif. Le conflit a brisé les progrès qu'elle avait initiés depuis le milieu du XVe siècle, et l'aménagement défensif, massif durant les guerres puisque considéré comme une priorité absolue, en modifiant le visage de la ville, a sonné le glas de sa possibilité à se développer et à s'étendre pour de nombreuses années.

## Temps modernes

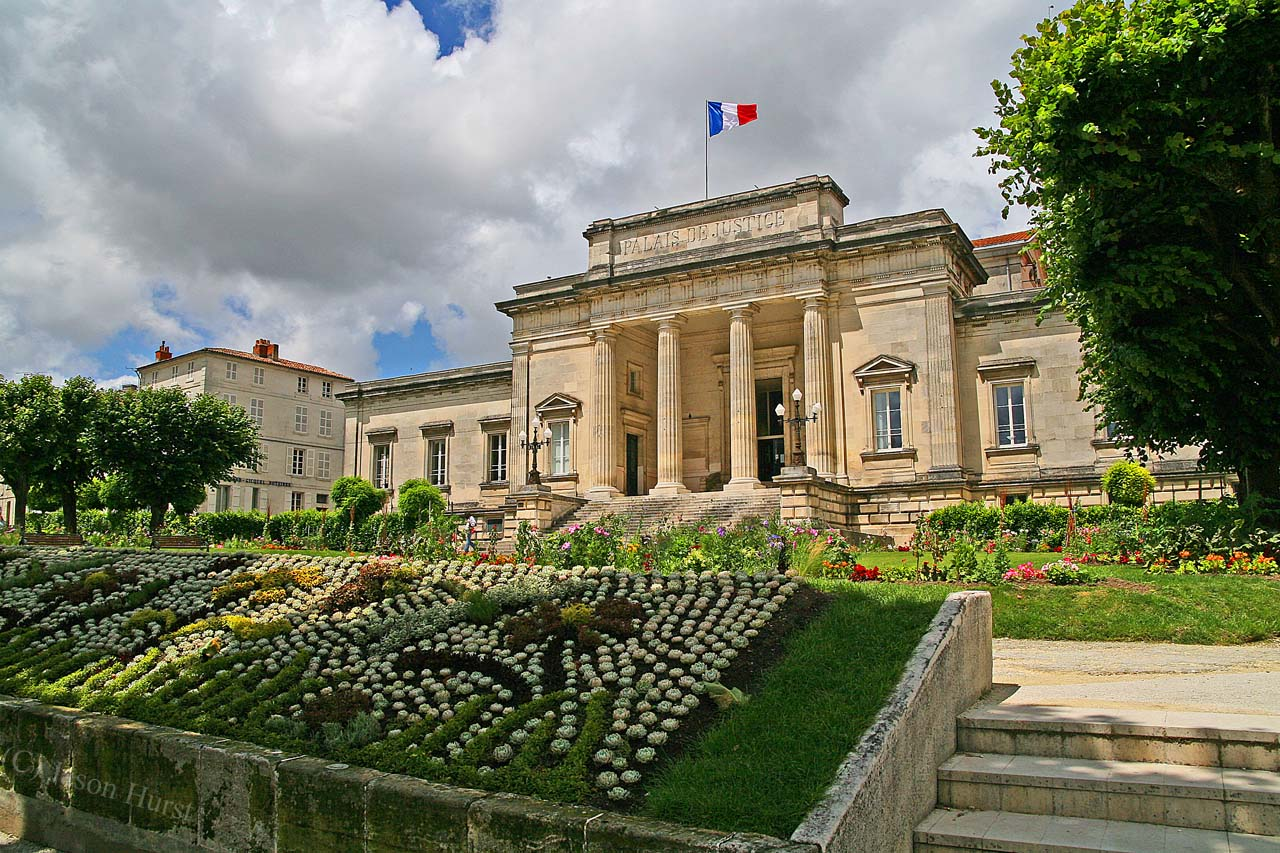
Le Palais de justice de Saintes (1863) est situé sur le Cours national.

Si son statut de capitale de Saintonge reste assuré, Saintes est avant tout un centre religieux, comme en témoignent le nombre important de lieux de culte — à une quinzaine de sites principaux s'ajoutent de nombreuses chapelles annexes — et la présence, autour de la cathédrale, d'un quartier canonial. De nombreux ordres religieux s'y sont également installés pour revitaliser l'Église selon les préceptes du concile de Trente. Saintes reste une petite ville, dont la population, dans les années 1750, est estimée entre 7 000 et 8 000 habitants. Son rôle judiciaire prend néanmoins de l'importance à partir du XVIIe siècle. L'époque est marquée par la contrainte, pour la population, d'impôts très importants, qui affaiblit du même coup l'économie, de même que le départ des protestants, après la révocation de l'édit de Nantes le 15 octobre 1685. La vie intellectuelle est assez limitée, les imprimeurs rares, et la ville ne possède aucune bibliothèque publique. Quant à la topographie urbaine, elle reste essentiellement moyenâgeuse.
L'ouvrage De Santonum regione et illustrioribus familiis, item de factura salis de Nicolas Alain, médécin, publié par François Audebert en 1598, est, semble-t-il, le premier livre imprimé à Saintes.
Avec la construction de l'hôtel du marquis de Monconseil en 1730, édifié à l'emplacement d'une enceinte occupant auparavant les quais, une nouvelle impulsion est donnée à la ville. Ainsi, vers la fin du XVIIIe siècle, Saintes se dote d'un urbanisme moderne grâce à Guéau de Reverseaux, intendant de la généralité de La Rochelle. Celui-ci établit, avec l'ingénieur Duchesne, un nouveau plan de voirie et fait percer des grands axes permettant de contourner la ville, dont celui qui porte son nom. Il s'agit d'ouvrir de nouvelles routes vers Bordeaux et Saint-Jean d'Angély.

## Révolution française et Premier Empire

### De l’élection des États généraux à la chute de la monarchie
Saintes avait une loge maçonnique depuis 1744, la bourgeoisie de la ville était donc ouverte aux idées nouvelles et formée à la délibération collective.
Le 24 janvier 1789, le roi Louis XVI convoque les États-Généraux à Versailles pour le mois de mai. L’assemblée générale de la sénéchaussée de Saintes ouvre ses débats le 16 mars. La sénéchaussée doit envoyer huit députés, et leur désignation marque déjà le début d’une révolution. Au sein du clergé, les débats sont houleux entre le bas-clergé et la hiérarchie ecclésiastique, hautaine et arrogante. Mais les curés représentant 73 % des suffrages, et Pierre-Louis de La Rochefoucauld, évêque de Saintes, n’est élu que difficilement, après le curé de Champagnolles. Du côté du Tiers-État, le maire de Saintes Gaudriaud, également subdélégué de l’intendant de La Rochelle, est exclu d’entrée au moment de la vérification des pouvoirs. Les débats sont agités pour la rédaction des cahiers de doléances. Et lors des élections, Jean-Nicolas Lemercier est le seul député saintais du Tiers-État, la province dominée se vengeant de sa capitale arrogante,.
La ville accueille avec enthousiasme les nouvelles des événements parisiens : constitution des États généraux en Assemblée nationale constituante, prise de la Bastille. Mais, fin juillet, la branche de Ruffec de la Grande Peur atteint Saintes le 30 juillet,,. La rumeur s’arrête à Saintes, mais l’épisode vaut au maire Gaudriaud, bafoué, d’être destitué, et remplacé par l’avocat Garnier. Il entraîne aussi la création rapide d’une Garde nationale. Un comité permanent constitué de 24 membres prend en main les destinées de la ville, sous la direction de Jacques Garnier. Une de ses missions est de faire la chasse aux « accapareurs » et autres « monopoleurs » qui constituent des stocks de grains et font monter le prix du pain. Le 17 août, une manifestation des habitants des faubourgs demande que le prix du pain soit réglementé.
En 1790, Saintes réussit à devenir chef-lieu du département de la Charente-Inférieure, non sans contestations, La Rochelle et Saint-Jean-d'Angély revendiquant également de recevoir les administrations centrales du département. La Rochelle, chef-lieu de la généralité et capitale économique, était cependant excentrée, et le principe adopté était d’installer la préfecture au centre du département. Saintes était chef-lieu de la province de Saintonge. La solution de l’alternat est choisie en mars 1790, mais dès la première convocation des électeurs en juin 1790, ceux-ci décident que le chef-lieu restera à Saintes. Les députés de Saintes et Saint-Jean-d’Angély avaient de plus conclu un pacte contre La Rochelle. À la fin de l’année, un club politique est créé à Saintes.
La constitution civile du clergé marque un tournant dans les événements. Le pape s'étant montré hostile à cette décision unilatérale, l'évêque de Saintes Pierre-Louis de La Rochefoucauld refuse de prêter le serment constitutionnel. Les curés jureurs sont majoritaires dans le district (62 %), malgré de fortes réticences de certains, soutenus par la population. Les prêtres réfractaires sont expulsés de Saintes en avril, et les églises paroissiales fermées. La cathédrale devient siège d’une paroisse unique pour la ville de Saintes, ce qui est largement suffisant pour le nombre de pratiquants. Les églises et couvents, vendus comme biens nationaux, sont reconvertis par les bourgeois les ayant acheté en étables ou greniers ; la ville se sert de quelques-unes comme prison pour les prêtres réfractaires.
Les mauvaises récoltes constituent cependant le problème principal pour la majorité : ainsi, de nouvelles émeutes ont lieu en 1790 à cause de la cherté du pain.
Le 14 juillet 1791, Saintes érige un des rares monuments témoignant de la Révolution : la colonne de la Liberté, sur l’actuelle place Blais.

### La République: 1792-1799
Peu après la chute de la royauté, une Convention est organisée. Jacques Garnier et Bernard des Jeuzines (futur membre du comité de sûreté générale) sont élus. Lorsque la Terreur est déclarée « à l'ordre du jour », une guillotine est installée sur l'actuelle esplanade du Maréchal-Foch. Le comité de surveillance est cependant tiède, et limite son activité au strict minimum. La principale personnalité saintaise de cette époque est André-Antoine Bernard, dit de Saintes, député à la Convention.
Après l’épuration qui suit le coup d’État du 9-Thermidor, la fin de la décennie reste agitée : la municipalité est destituée après le coup d'État du 18 fructidor an V (1797), et seules les armes empêchent les jacobins de remporter les élections suivantes, le 22 floréal an VI. En 1799, les royalistes prennent l’offensive : ils posent des placards où ils exposent leurs opinions, promettent la Saint-Barthélemy des patriotes (c’est-à-dire des partisans de la Révolution). C’est aussi à cette époque que l’École centrale départementale est créée (1795) et que la théophilanthropie se répand à Saintes.

### Le Consulat et l’Empire
En 1802, la mise en place du Concordat entraîne une réorganisation des circonscriptions ecclésiastiques et fait perdre à Saintes son statut d'évêché. L'ancien diocèse de Saintes est rattaché à celui de La Rochelle. Huit ans plus tard, la préfecture est transférée à La Rochelle ; Saintes conserve la cour d'assises

## De la Restauration à la Seconde Guerre mondiale
Les travaux d’urbanisme reprennent en 1815 avec l'ouverture du Cours National., ce qui entraîne la construction d'un nouveau Palais de Justice en 1863, en face du théâtre. Cumulée à la suppression de l'évêché de Saintes, causée par la réorganisation des circonscriptions ecclésiastiques qu'impose le Concordat de 1801, la perte de la préfecture entraîne une période de déclin relatif. Elle est caractérisée par une démographie plus faible que celle de ses voisines : la ville croît moins vite que Rochefort et La Rochelle, et elle se redresse difficilement après les crises ou les épidémies, si bien qu'elle ne multiplie au cours du XIXe siècle sa population que par deux là où ses rivales suivent une forte croissance démographique.

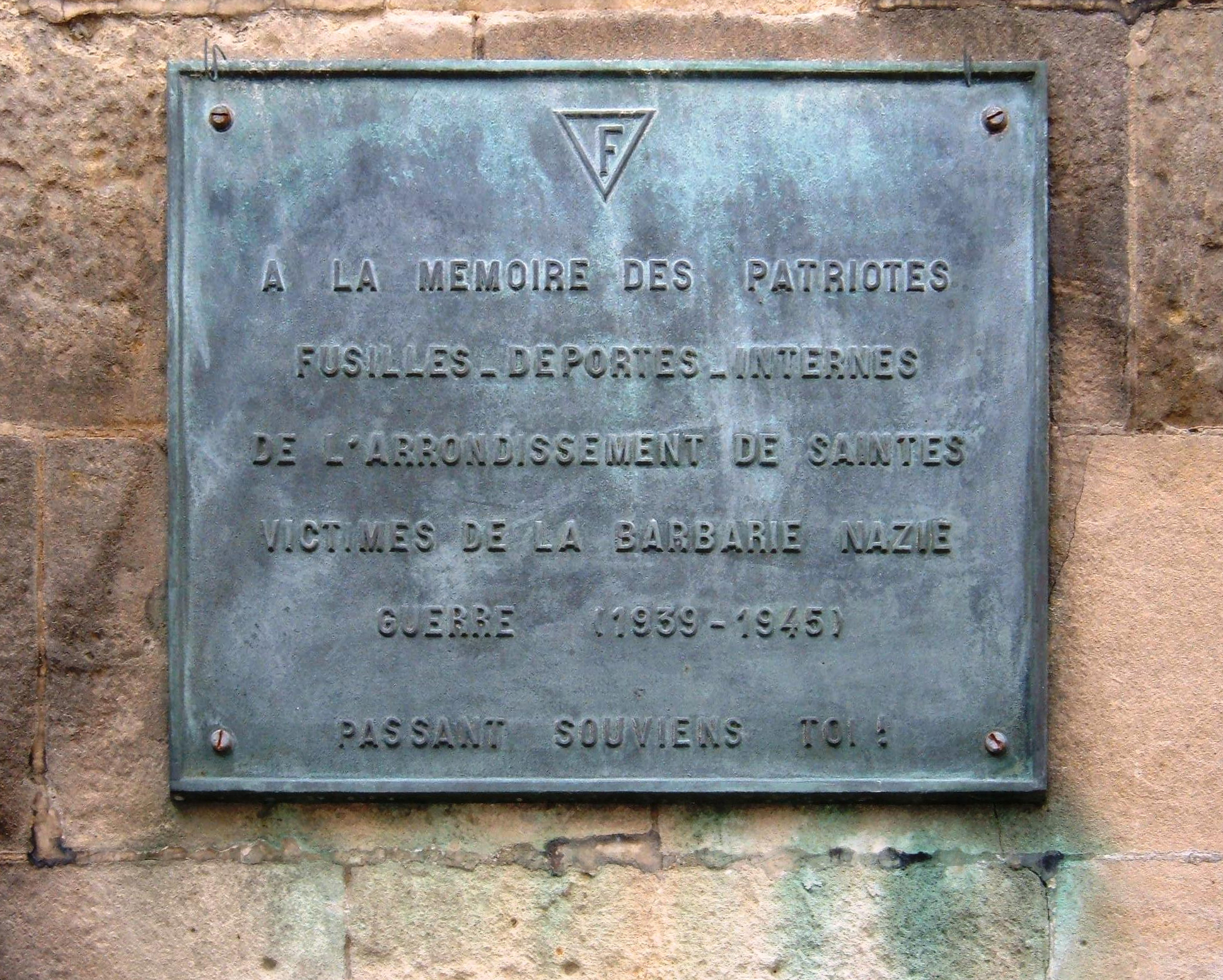
Plaque de la cathédrale à la mémoire des victimes de la Seconde Guerre mondiale.

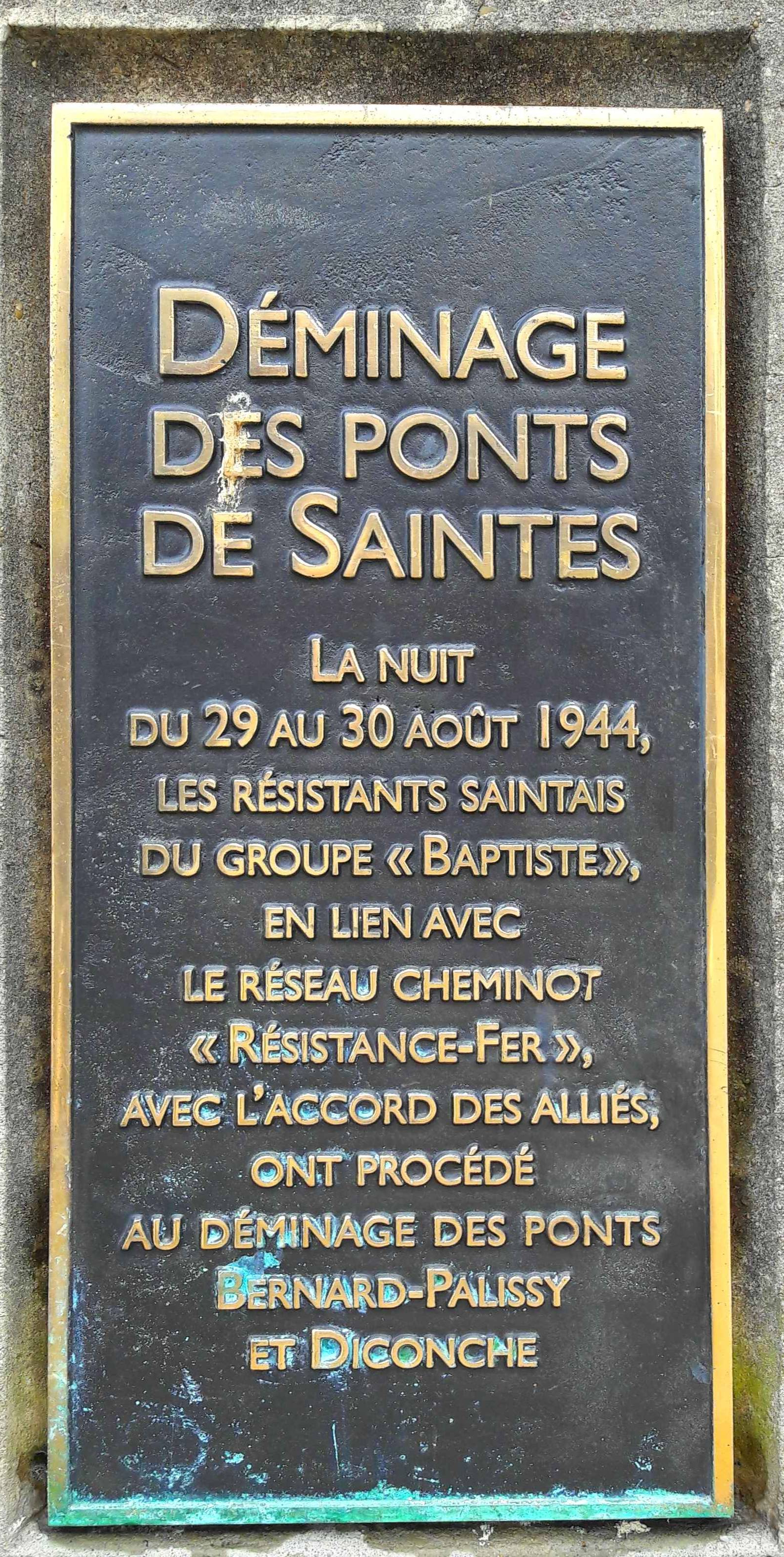
Plaque sur le pont Bernard-Palissy.

L'arrivée du chemin de fer en 1867 et la création d'ateliers de réparation conduisent au développement d'un quartier cheminot relativement important. Ce dernier est l'un des plus touchés par le bombardement du 24 juin 1944, au cours duquel périssent près de 300 personnes. La reconstruction de la ville s'étale jusqu'en décembre 1956.
La valorisation du patrimoine de la commune conduit à l'obtention du label des villes d'art en 1967, puis de ville d'art et d'histoire en 1986.
En 1843, Prosper Mérimée réussit à sauver l'arc de Germanicus tandis que le vieux pont est détruit. Remplacé par un pont à armature métallique dès 1839, il est démoli en 1876 pour laisser la place à l'actuel pont Bernard-Palissy, inauguré en 1879.
La seconde moitié du XIXe siècle voit l'arrivée du chemin de fer : en 1867, une gare s'installe au pied des collines de Lormont, avec l'ouverture de la ligne Rochefort-Saintes-Angoulême par la compagnie des Charentes. La construction des ateliers contribue à donner son essor à la rive droite de Saintes, dont l'urbanisme était alors restreint au faubourg Saint-Pallais : l'avenue Gambetta est ouverte en 1852 et achevée en 1870 ; elle est reliée à l'autre rive par un tramway. Alentour se constitue un quartier cheminot caractérisé par des maisons mitoyennes relativement basses. Son dynamisme se traduit par la création de l'école Lemercier, bâtie selon les plans d’Eustase Rullier entre 1892 et 1893, et par l'apparition de commerces. L'ouverture de nouvelles lignes, comme celle de Paris à Bordeaux, fait de Saintes un carrefour ferroviaire important ; cette situation permet à la ville de se développer rapidement durant le XXe siècle. En 1903 est inaugurée la Maison Universelle, un bâtiment construit par l'architecte bordelais Lacombe, dont le Moniteur de la Saintonge, un journal local, dit qu'il est « digne d'une grande ville par son ensemble [et] ses larges proportions ». En 1930 le chemin de fer fait vivre 2 500 familles saintaises. En 1849 un haras national s'installe en ville ; en 1867 la ville construit son premier marché couvert, près de Saint-Pierre. En 1930 un cinéma, « l'Olympia » est érigé sur l'avenue Gambetta. Une section de l'Action Française émerge à Saintes au début du XXe siècle fondée par M.J de la Chartrie.
Durant la Seconde Guerre mondiale Saintes est occupée par les Allemands, qui pénètrent dans la ville le 23 juin 1940. Une partie du quartier de la gare est détruit lors du bombardement du 24 juin 1944 : 250 maisons sont touchées et l'on compte 300 morts. La reconstruction de la ville s'étale jusqu'en décembre 1956. Lors de leur retrait de la ville, les Allemands avaient disposé des charges explosives au pont Bernard-Palissy et au pont ferroviaire de Diconche. Une plaque commémorative apposée à l'angle du pont Bernard-Palissy rappelle l'opération de déminage réalisée par deux groupes de résistants dans la nuit du 29 au 30 août 1944.

## Histoire récente

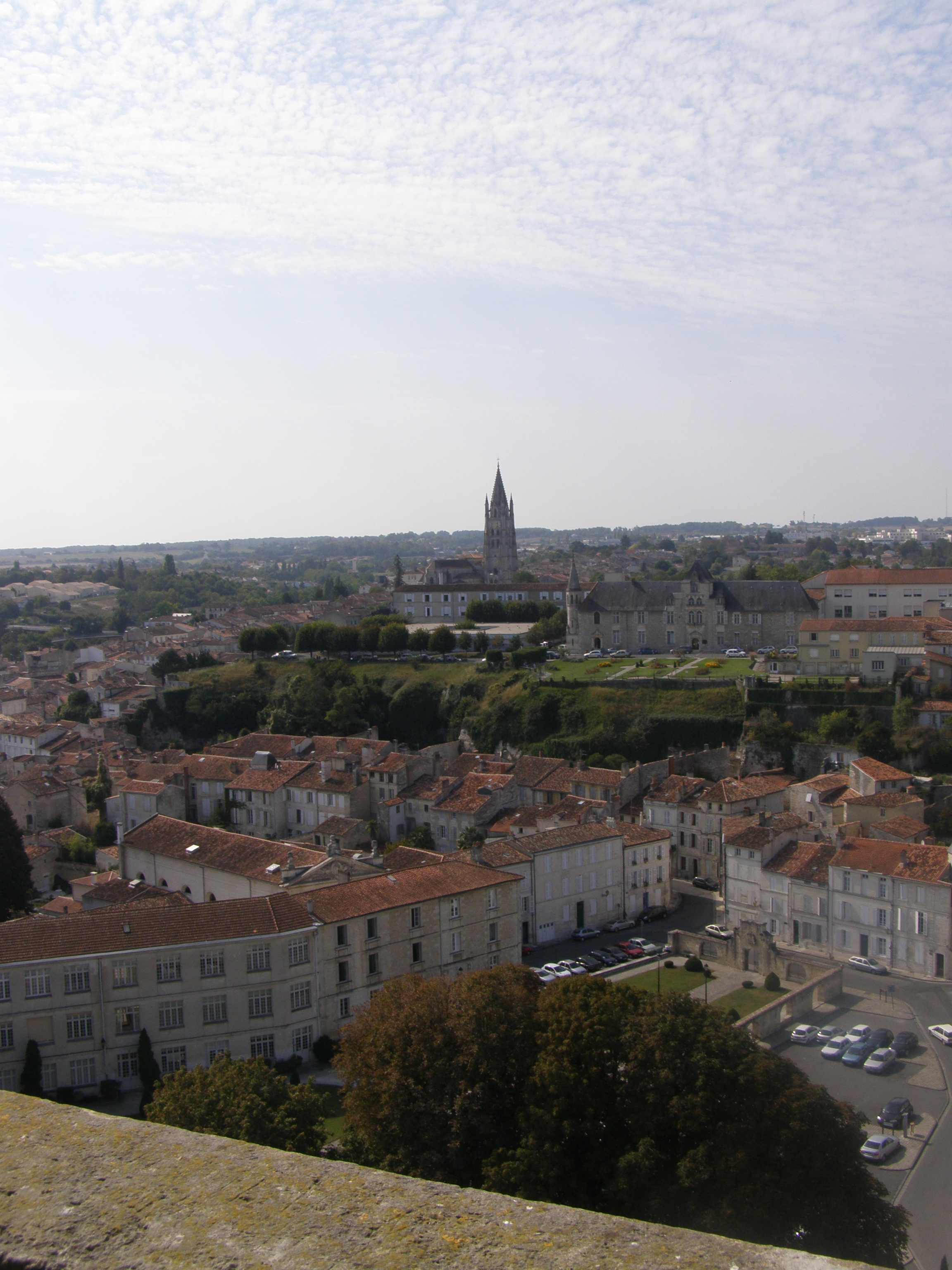
Panorama sur la ville depuis le clocher de la cathédrale.

La seconde moitié du XXe siècle est tout d'abord marquée par l'extension de la ville, concrétisée par la création du quartier de Bellevue au sud. Le développement de la cité, à une époque où le parc automobile explose, impose la création de nouvelles infrastructures. Le Pont-de-Saintonge, inauguré en 1969, atténue les embouteillages du pont Bernard-Palissy. La rocade Ouest, ouverte en 1981, accompagne l'inauguration de l'A 10 et permet de contourner la ville. Des parkings sont créés en centre-ville pour résoudre le problème du stationnement, tandis que certaines voies, comme la rue Alsace-Lorraine, deviennent piétonnes. Les crues de la Charente sont également un problème : en 1982 « la crue du siècle » inonde 16 kilomètres de rues, les eaux montent jusqu'à 6,99 mètres. Le Plan Orsec ayant été déclaré, pompiers et militaires interviennent en réhaussant l'avenue de Saintonge. Afin de limiter les crues, des aménagements sont réalisés et un canal de dérivation creusé dans les années 1980 ; mais ils n'empêchent pas une autre crue centennale, celle de 1994 (6,82 mètres) : le problème est toujours d'actualité.
Les différents maires qui se succèdent œuvrent beaucoup dans le domaine culturel : Saintes devient Ville d'Art en 1967 et Ville d'art et d'histoire en 1986 : entre ces deux dates, la municipalité réalise d'importants travaux de réparation des monuments anciens et d'aménagement de ses musées. Située sur le site de l'ancien couvent des Jacobins, la bibliothèque municipale, devenue médiathèque François-Mitterrand, est rénovée dans ces mêmes années. En juillet 1972 a lieu le premier Festival de musique ancienne, qui confère à la ville une renommée européenne. D'autres manifestations, telles que les Jeux santons, accueillent un public important à l'époque. Le 9 octobre 1988, 25 000 personnes assistent à l'inauguration du quartier restauré de l'Abbaye-aux-Dames, officialisée par la venue de François Mitterrand. Dans le domaine sportif, la ville crée de nombreux équipements, dont la piscine olympique en 1964, le stade Yvon-Chevalier en 1979 et la piscine couverte Louis Starzinsky en 1982.
En 1997, des études montrent que le centre hospitalier Saint-Louis souffre de vétusté et n'offre pas de possibilité de développement ; il est donc décidé de créer un nouvel hôpital. Dix ans plus tard, après 52 mois de travaux, le 8 octobre 2007, le Centre Hospitalier de Saintonge est ouvert au public. Desservant plus de 250 000 habitants et comptant plus de 1 200 employés, il a été conçu par l'architecte Michel Beauvais. Le débat concernant la future utilisation du site Saint-Louis est encore en cours. Les futurs travaux devraient permettre d'effectuer des fouilles dans certaines parties du sous-sol encore inexplorées du site.

## Sources et références
1. ↑  Michaud 1989, p. 9.
2. ↑  Bernard 2001, p. 101.
3. ↑  Michaud 1989, p. 13.
4. ↑  Bernard 2001, p. 107.
5. ↑  Bernard 2001, p. 100.
6. ↑  Bernard 2001, p. 96.
7. ↑  Bernard 2001, p. 106.
8. ↑  Michaud 1989, p. 46.
9. ↑  Gérard Coulon, Les Gallo-Romains : vivre, travailler, croire, se distraire - 54 av. J.-C.-486 ap. J.-C., Paris : Errance, 2006. Collection Hespérides,  (ISBN 2-87772-331-3), p. 21
10. ↑  Robert Favreau, in Jean Combes (dir.), Histoire du Poitou et des Pays charentais : Deux-Sèvres, Vienne, Charente, Charente-Maritime, Clermont-Ferrand, éditions Gérard Tisserand, 2001, 334 p. (ISBN 2-84494-084-6, lire en ligne), p. 120
11. ↑  in Histoire des Aquitains, par Antoine Lebègue, page 77, éditions Sud-Ouest
12. ↑  Michel Dillange, Les Comtes de Poitou, ducs d'Aquitaine : 778-1204, Mougon, Geste éd., coll. « Histoire », 1995, 303 p., ill., couv. ill. en coul. ; 24 cm (ISBN 2-910919-09-9, ISSN 1269-9454, BNF 35804152), p. 56.
13. ↑  Bernard 2001, p. 125.
14. ↑  Robert Favreau, op. cit., p. 132
15. ↑  Garnier et Gensbeitel 2000, p. 14.
16. ↑  Robert Favreau, « Naissance des communes en Poitou, Aunis, Saintonge et Angoumois », in Robert Favreau, Régis Rech et Yves-Jean Riou (directeurs), Bonnes villes du Poitou et des pays charentais (XIIe – XVIIIe siècles) : Actes du colloque tenu à Saint-Jean-d’Angély les 24-25 septembre 1999, publiés par la Société des antiquaires de l'Ouest in Mémoires de la Société des antiquaires de l'Ouest et des Musées de Poitiers, 5e série, tome VIII (2002), à Poitiers.  (ISBN 2-9519441-0-1), p. 152
17. ↑  Michaud 1989, p. 70.
18. ↑  Garnier et Gensbeitel 2000, p. 15.
19. ↑  Procès-verbal de délivrance à Jean Chandos, commissaire du roi d’Angleterre, des places françaises abandonnées par le Traité de Brétigny, d’après le manuscrit du Musée Britannique - A. Bardonnet - Niort - 1867 Histoire passion
20. ↑  Garnier et Gensbeitel 2000, p. 18.
21. ↑  Suzanne Citron, Le Mythe national : l’histoire de France en question, Paris : coédition Les Éditions ouvrières/Édition et documentation internationale, 1991.  (ISBN 2-85139-100-3),  (ISBN 2-7082-2875-7), p. 229
22. ↑  Garnier et Gensbeitel 2000, p. 19.
23. ↑  Michaud 1989, p. 138.
24. ↑  Michaud 1989, p. 139.
25. ↑  Michaud 1989, p. 148-151.
26. ↑  Michaud 1989, p. 111.
27. ↑  Michaud 1989, p. 170.
28. ↑  Michaud 1989, p. 154.
29. ↑  Michaud 1989, p. 172.
30. ↑  Louis Audiat, Essai sur l'imprimerie en Saintonge et en Aunis, 1879 (lire en ligne).
31. ↑  Michaud 1989, p. 216.
32. ↑  Augustin 1989, p. 45.
33. ↑  Péret 1988, p. 59.
34. ↑  Péret 1988, p. 60-65.
35. ↑  Augustin 1989, p. 71 et 83.
36. ↑  Saintes, plus de 2000 d'Histoire illustrée 2001, p. 73.
37. ↑  Augustin 1989, p. 100.
38. ↑  Péret 1988, p. 74.
39. ↑  Augustin 1989, p. 101.
40. ↑  Saintes, plus de 2000 d'Histoire illustrée 2001, p. 75.
41. ↑  Augustin 1989, p. 128.
42. ↑  Michaud 1989, p. 191.
43. ↑  Charente-Maritime, Encyclopédies Bonneton, p. 64
44. ↑  Augustin 1989, p. 166-117.
45. ↑  Péret 1988, p. 106.
46. ↑  Péret 1988, p. 128-131.
47. ↑  Péret 1988, p. 141.
48. 1 2  Saintes, plus de 2000 d'Histoire illustrée 2001, p. 79.
49. ↑  Péret 1988, p. 147.
50. ↑  Augustin 1989, p. 133.
51. ↑  Augustin 1989, p. 217.
52. ↑  Péret 1988, p. 258.
53. ↑  Augustin 1989, p. 264.
54. ↑  Péret 1988, p. 255.
55. ↑  Augustin 1989, p. 268.
56. ↑  Péret 1988, p. 312.
57. ↑  Augustin 1989, p. 280-282.
58. 1 2  Michaud 1989, p. 205.
59. ↑  Michaud 1989, p. 209-210.
60. 1 2 3  Michaud 1989, p. 291.
61. ↑  Colonnes, no 16, octobre 2005
62. 1 2 3  « Laissez-vous conter l'avenue Gambetta », Colonnes, n° 24, décembre 2007
63. ↑  « Secteurs protégés et restaurations », Colonnes, n° 22, juin 2007
64. ↑  « Le quartier de la gare », Colonnes, n° d23, septembre 2007
65. ↑  >« L'histoire du marché Saint-Pierre », Colonnes, n° 12, octobre 2004
66. ↑  Action française Auteur du texte, « Almanach de l'Action française », sur Gallica, 1912 (consulté le 21 décembre 2022)
67. ↑  « La mémoire du quartier de la gare », Colonnes, n° 16, octobre 2005
68. ↑  Michaud 1989, p. 265.
69. ↑  Michaud 1989, p. 266.
70. 1 2  Michaud 1989, p. 267.
71. 1 2  EPTB Charente, « Niveaux de cue à Saintes » (consulté le 22 février 8)
72. ↑  EPTB Charente, « Les grandes crues de la Charente » (consulté le 22 février 8)
73. ↑  Christian Genet, Saintes : la mémoire d'une ville, Poitiers, Aubin Imprimeur, 1992, 331p. (Source importante de photographies sur les manifestations culturelles de 1952 à 1956 sous le mandat d'André Maudet)
74. ↑  Michaud 1989, p. 270.
75. ↑  Michaud 1989, p. 273.
76. ↑  Michaud 1989, p. 268.
77. ↑  « Hôpital : le grand jour », L'Écho des Arènes, n° 120, octobre 2007